# Ла Бусола (Фођа)
Ла Бусола (итал. La Bussola) је насеље у Италији у округу Фођа, региону Апулија.
Према процени из 2011. у насељу је живело 5 становника. Насеље се налази на надморској висини од 1 м.